# Іл-86
Іл-86 — радянський чотиридвигунний широкофюзеляжний пасажирський літак для авіаліній далекого сполучення, спроєктований в КБ Іллюшина. Перший і наймасовіший радянський пасажирський широкофюзеляжний літак. Також перший у світі широкофюзеляжний літак з турбовентиляторними двигунами. Випускався серійно в 1980—1997 роках на авіаційному заводі у Воронежі. Всього було випущено 106 літаків.

## Історія створення
Літак Іл-86 є першим серійним радянським пасажирським широкофюзеляжним літаком. Потреба такому літаку виникла у СРСР 1967 року, коли «Аерофлот» виробив вимоги до літака на 250—350 місць. 13 жовтня 1967 року було прийнято Постанову Ради Міністрів СРСР з приводу створення такого літака. В ОКБ ім. Іллюшина спочатку досліджували проект 250-місного варіанта літака Іл-62-250 (Іл-62 з подовженим на 6,8 метра фюзеляжем). Однак цей проект розвитку не отримав. Для розміщення 350 пасажирів потрібно збільшити кількість крісел у ряду, але, прагнучи зберегти досягнутий на Іл-62 рівень комфорту, в ОКБ пропрацювали двопалубний варіант, а також однопалубний варіант з фюзеляжем, що мав овальний перетин з двома окремими кабінами. Але й ці пропозиції також були відхилені. У цей час світове цивільне авіабудування створювало та освоювало виробництво широкофюзеляжних пасажирських лайнерів. Яскравими прикладами таких були: американські Boeing 747, McDonnell Douglas DC-10, Lockheed L-1011 TriStar та європейський Airbus A300. 
22 лютого 1970 року ОКБ С.В. Іллюшина отримало технічне завдання розробку широкофюзеляжного пасажирського літака на 350 місць. 9 березня 1972 року Рада Міністрів СРСР прийняла постанову № 168-68 про початок робіт з широкофюзеляжного літака Іл-86. Серед вимог, пред'явлених до літака, була умова забезпечення перевезення багажу за принципом «багаж при собі» та встановлення на літаку трьох вхідних дверей із вбудованими трапами, що виключають застосування будь-яких аеродромних засобів для забезпечення входу та виходу пасажирів. Ця умова вимагала провести великий комплекс досліджень, пов'язаних із вибором діаметра фюзеляжу. Результатом цих досліджень, в якому взяли участь фахівці ЦАГІ, став фюзеляж, що дозволив встановити в одному ряду 9 крісел з двома проходами, причому ширину цих проходів зробили більше, ніж на подібних літаках типу McDonnell Douglas DC-10. Для забезпечення експлуатації з відносно коротких ЗПС було обрано механізацію крила, що складається з передкрилок і трищілинних закрилків (згодом застосовані двощілинні), що забезпечують високу підіймальну силу. 
Перший політ досвідченого[що?] літака Іл-86 виконав 22 грудня 1976  екіпаж Е.І. Кузнєцова. У червні 1977 року літак було показано на Паризькому міжнародному авіаційно-космічному салоні. Наприкінці вересня 1978 року було завершено заводські випробування, після чого розпочали сертифікаційні випробування. Заявку отримання сертифіката льотної придатності було прийнято 15 травня 1974 року, а сам сертифікат отримано 24 грудня 1980 року, після відповідних випробувань літака. 26 грудня 1980 літак Iл-86 (борт СССР-86006) виконав перший регулярний рейс за маршрутом Москва — Ташкент. У 1981 році на Іл-86 було встановлено 18 світових рекордів швидкості в польоті замкнутим маршрутом з навантаженням від 35 до 80 тонн. 
У 1980-х роках досліджувалися проекти літаків Іл-86В та Іл-86Д, на яких передбачалося використовувати англійські двигуни Rolls-Royce RB211-22В тягою по 19 000 кгс. Середньомагістральний літак Іл-86В мав подовжений фюзеляж і розраховувався на перевезення 450 пасажирів на відстань 3600-4000 км. Літак Іл-86Д призначався для перевезення 330 пасажирів на відстані понад 9000 км. Цей літак став основою для далекомагістрального літака Іл-96-300. У другій половині 1990-х років вивчалася можливість встановлення на літак високоекономічних двигунів ТРДД CFM International CFM56-5C-2 (4×14160 кгс), які б дозволили збільшити дальність польоту з 350 пасажирами до 6400 км. Але, на думку КБ Іллюшина з практичних міркувань не стало доводити до кінця ремоторизацію Іл-86.
В результаті в масову серію не пішов ні Іл-96, ні ремоторизований Іл-86, а цю нішу зайняли Airbus А310, Boeing 747, Boeing 767, вік яких становив 10-20 років при купівлі російськими авіакомпаніями в 2000-х роках.

## Конструкція
Іл-86 — Чотирьохмоторний турбореактивний низькоплан зі стрілоподібним крилом та однокільовим оперенням. Фюзеляж круглого перерізу діаметр 6,08 дозволяє розмістити 350 пасажирів на одній палубі, дев'ять крісел в одному ряду із двома проходами. що значно полегшує посадку та висадку пасажирів. У нижній частині фюзеляжу розміщуються стандартні контейнери, або обладнання системи «багаж при собі». Для Іл-86 був розроблений двигун НК-86 – глибока модернізація двигуна НК-8 літаків Іл-62 та Ту-154Б з тягою 13 тс. Двигун згодом став головною причиною передчасного виведення Іл-86 з експлуатації, маючи велику витрату палива, не задовольняючи нормам шуму, забезпечував занадто малу тягоозброєність літака. Також розміри НК-86, під які розраховувалися планер і шасі, унеможливили ремоторизацію Іл-86, що спричинило розробку нового літака — Іл-96.  
Крім того, застарілі конструкція та матеріали НК-86 знижували його працездатність при великій температурі навколишнього повітря в порівнянні з більш сучасними двигунами — при зльоті в сильну спеку спрацьовували регулятори температури РТ-12, починали зрізання палива для зниження температури газів турбіною або зовсім відключали двигун, через що доводилося припиняти зліт. Багато подій з Іл-86 відбувалися саме через двигун (дивіться розділ події). 
Крило зі стрілоподібністю 35 градусів забезпечує високу аеродинамічну якість літака на крейсерських швидкостях польоту, а також на злітно-посадкових режимах.
На літаку є чотири гідросистеми — за кількістю двигунів. При роботі всіх двигунів тиск у кожній гідросистемі створюється окремим насосом, встановленим на двигуні. Гідросистеми живлять незворотні бустери рулів та елеронів, приводи механізації крила та стабілізатора, систему збирання та випуску шасі, гальма, механізм розвороту передньої стійки та інші споживачі. Бустери лівого борту (лівого елерона, лівої половини керма висоти, лівих спойлерів) живляться від обох систем лівого борту (№ 1 і № 2) та системи № 3 правого борту, бустери правого борту — від системи № 2 та обох систем правого борту (№ 3 і № 4), бустери обох секцій керма напряму — від усіх чотирьох систем. 
Біля бустерів у проводці управління встановлені пружинні циліндри, що центрують, що виводять шток бустера в нейтральне положення при його відриві від решти проводки, щоб виключити безконтрольне відхилення кермів при обривах проводки. Для подолання затягування центруючих циліндрів і тертя в проводці в систему управління включені допоміжні рульові приводи РП-69 - малопотужні гідропідсилювачі, що живляться від чотирьох систем, включені в проводку за постами управління до інших вузлів. Для приводу закрилків встановлений двомоторний гідропривод РП-70, для приводу стабілізатора та передкрилок — двомоторні гідроприводи РП-71 практично аналогічні приводам механізації Як-42. Передкрилки наводяться одним РП-71, стабілізатор — двома. 
Головна деталь механізму перестановки стабілізатора — ходовий гвинт, що не закріплений жорстко на конструкції літака, але утримується від провороту напрямними, що зберігають свободу вертикального переміщення гвинта. Один РП-71 живиться від гідросистем № 2 і № 3, другий — від гідросистем № 1 і № 4. Приводи, обертаючи свої гайки, переміщаються гвинтом вгору-вниз. Нижній РП-71, шарнірно закріплений на літаку, обертаючись, переміщує вгору-вниз сам гвинт, а верхній РП-71, шарнірно закріплений на передньому лонжероні стабілізатора (задній лонжерон стабілізатора шарнірно закріплений на літаку), обертаючись, переміщаючись у верт. Таким чином, навіть при відмові одного приводу, ланцюгів управління ним або живлячих його гідросистем зберігається управління стабілізатором — якщо в роботі залишився нижній привід, то він переміщає гвинт з нерухомим верхнім приводом, якщо працює тільки верхній привід — він переміщається по нерухомому гвинту. 
Літак був оснащений системами автоматичного управління та навігації, що дозволяло екіпажу з трьох осіб здійснювати польоти по всіх авіатрасах у будь-яких метео та географічних умовах у будь-яку пору року та доби.
Пілоти одразу високо оцінили[джерело?] розробку радянських авіаконструкторів.
При проектуванні пасажирського салону було використано новітнє побутове обладнання. Буфетно-кухонний комплекс розташували під підлогою пасажирської кабіни, а буфетні стійки на верхній палубі, що дозволило раціонально використати площу пасажирської кабіни та швидко обслужити буфет-кухню. Застосування візків сервіровок прискорило роздачу харчування пасажирам і полегшило працю бортпровідників.
У сумі такі конструктивні особливості літака надали йому небаченої міцності, ефективності та надійності, що дозволило йому бути лідером за надійністю серед усіх пасажирських лайнерів ХХ століття і до цього часу залишатися одним з кращих пасажирський літаків за всю історію людства.

## Модифікації
| Назва моделі | Короткий опис, характеристики, відмінності |
| ------------ | --- |
| Іл-86        | Базовий варіант |
| Іл-86В       | Варіант Іл-86 з пасажиромісткістю у 450 пасажирів і дальністю польоту на 3600-4000 км. |
| Іл-86Д       | Проєкт модифікованого Іл-86, що послужив базою для розробки літака Іл-96 |
| Іл-80        | Повітряний командний пункт. Від базового Іл-86 відрізняється відсутністю ілюмінаторів, системою дозаправки у повітрі і додатковим апаратним відсіком ("горбом") у носовій частині фюзеляжу |

## Виробництво
Іл-86 випускався серійно з 1979 по 1997 роки на авіаційному заводі у Воронежі (ВАЛТ). Усього було побудовано 106 літаків усіх модифікацій (102 Іл-86 та 4 Іл-80 для потреб МО СРСР). Три літаки було поставлено на експорт до Китаю.
Чотири літаки збудовані у варіанті повітряного командного пункту Іл-86 (Іл-80) для управління збройними силами на випадок ядерного конфлікту.

## Експлуатація
Єдиним цивільним користувачем лайнера за радянських часів був «Аерофлот». У радянські часи основним призначенням Іл-86 були внутрішні регулярні рейси середньої дальності. У 1980-х роках було реконструйовано ЗПС у багатьох великих аеропортах СРСР, що дозволило їм приймати літаки Іл-86. Вже в перші роки експлуатації Іл-86 почав активно використовуватися на трасах Аерофлоту до Азії, Близького Сходу, Європи та США.
В рамках РЕВ Іл-86 планувалося постачати на експорт до соціалістичних країн. Зокрема, польській авіакомпанії LOT було виділено чотири Іл-86 як обмін (бартер) для виготовлення комплектуючих. Авіакомпанія відклала постачання, яке остаточно скасоване в 1987 році[13]. У 1988 році НДРівська авіакомпанія Interflug була готова прийняти постачання двох літаків Іл-86 і вже надала бортові номери DDR-AAA і DDR-AAB. Однак, замість них, того ж року, авіакомпанія отримала два Airbus A310.
Єдине постачання на експорт та замовлення на Іл-86, а також єдина комерційна угода із заводом-виробником була укладена з Китаєм. Три літаки, з бортовими номерами B-2018, B-2019 та B-2016, були поставлені на експорт до Китаю, китайської авіакомпанії China Xinjiang Airlines у 1991 та 1993 роках. У зв'язку із припиненням діяльності авіакомпанії у 2003 році, літаки були повернуті назад до Росії та експлуатувалися авіакомпанією Татарстан до 2008 року. 
Після розпаду СРСР велика кількість Іл-86 перейшла на баланс окремих авіазагонів колишньої монополії. У пострадянські часи містка машина стала використовуватися для виконання чартерних рейсів на популярні курорти.
Період пасажирських перевезень Іл-86 був відносно недовгим. Через крайню неекономічність і шумність двигунів НК-86 масове списання та виведення з експлуатації авіалайнерів цього типу почалося вже з початку 2000-х років. Причиною стали, в тому числі, введені в ЄС обмеження шуму, що завадило Іл-86 здійснювати польоти до більшості аеропортів Європи.
Криза 2008 року остаточно визначила долю літаків радянського виробництва — авіакомпанії почали масово їх позбуватися. Не уникнув цієї долі й Іл-86.
Останніми регулярними рейсами, що виконувались на Іл-86, були рейси "Донавіа" Москва — Сімферополь, Сочі, Новосибірськ (до осені 2010 року). Також, до кінця жовтня 2010 року авіакомпанія «Москва» іноді ставила Іл-86 на регулярні рейси з Москви до Сочі, Душанбе та Ташкенту, а також на чартерні рейси до чорногорського міста Подгорицю, як заміну Boeing 737. У листопаді 2010 року Іл-86 «Москви» було знято з рейсів, як виявилося, назавжди. За рядом джерел, вони могли повернутися на літні чартери в 2011 році, але у зв'язку з поглинанням Москви авіакомпанією Ютейр майбутнє літаків колишнього Атлант-Союзу було не зрозуміло. Літаки були виставлені на продаж, але, зважаючи на відсутність інтересу до них з боку потенційних покупців, весь флот Іл-86 Атлант-Союзу до літа 2017 року був порізаний на брухт.
До січня 2011 року Іл-86 авіакомпанії «Донавіа» експлуатувалися на чартерних рейсах із Шереметьєво до Коломбо та Анталії.
Останній комерційний рейс з Анталії до Москви Іл-86 (борт RA-86141) виконав 29 січня 2011 року.
Із січня 2011 року Іл-86 на пасажирських рейсах не літає.
Станом на травень 2018 року в експлуатації перебувають 2 Іл-86 у модифікації Іл-86ВКП.
На листопад 2020 року збереглося 8 літаків у пасажирському виконанні:
- СРСР-86000 — стоїть у київському музеї авіації. Перший випущений Іл-86.
- RA-86062 — музей цивільної авіації в Ульяновську.
- RA-86097 — встановлений як пам'ятник у новосибірському аеропорту "Толмачово".
- RA-86106 — стоїть на території гелікоптерного центру Хелі-драйв у Санкт-Петербурзі. Відсутні двигуни.
- 5A-DQB — станом на вересень 2019 року перебуває на території аеродрому "Фуджейра", ОАЕ. Належить перевізнику "Global Aviation".
- RA-86103 — у 2008 році передано навчально-технічний центр МДТУ ГА, що розташований на території аеропорту "Шереметьєво".

## Льотно-технічні характеристики
Технічні характеристики
- Екіпаж: 3—4 люд.
- Пасажиромісткість:
- 3-класна компонування: 314
- 2-класне компонування: 234
- Економ: 350
- Вантажопідйомність: 42 т
- Довжина: 59,94 м
- Розмах крила: 48,06м
- Висота: 15,81 м
- Площа крила: 320 м2
- Маса обладнаного: 111,5 т
- Максимальна злітна маса: 215 т
- Маса палива у внутрішніх баках: 88000 кг
- Силова установка: 4 × ТРДД НК-86
- Тяга: 4 × 13 000 кгс
- Допоміжна силова установка: 1 × ГТД ВСУ-10

Льотні характеристики
- Максимальна швидкість: 950 км/ч
- Крейсерська швидкість: 900 км/ч
- Практична дальність: 5250 км, 3800 км (максимальна злітна маса)
- Практична стеля: 12 000 м